# Grandfresnoy

Grandfresnoy este o comună în departamentul Oise, Franța. În 1 ianuarie 2022 avea o populație de 1.826 de locuitori.